# Тулеугалі Абдибекова
Тулеугалі́ Абдибе́кова (каз. Төлеуғали Әбдібекова) — село у складі Жарминського району Абайської області Казахстану. Входить до складу Капанбулацького сільського округу.
Населення — 116 осіб (2021; 195 у 2009, 282 у 1999, 415 у 1989).
Національний склад станом на 1989 рік:
- казахи — 100 %

У радянські часи село називалось також Кизил-Жулдиз, до 2019 року — Кизилжулдуз.